# Jan Nawrocki (polityk)
Jan Nawrocki (ur. 1 maja 1876 w Odrzykoniu, zm. 18 kwietnia 1958 w Ostrowie) – rolnik, ludowiec i poseł na Sejm Ustawodawczy oraz na Sejm I kadencji II RP.

## Życiorys
Jan Nawrocki pochodził z rodziny kmiecej, której historia w Odrzykoniu sięga XVII wieku. Kmieciami nazywano tych chłopów, którzy posiadali własne gospodarstwo. W dokumentach Odrzykonia, pierwszy Nawrocki pojawia się w 1698 roku. Jest nim Kazimierz Nawrocki – przypuszczalnie założyciel kmiecego rodu odrzykońskiego. Dziadkiem Jana był Marcin Nawrocki (1814-1863). Był on jednym z najzasobniejszych gospodarzy w Odrzykoniu. Po śmierci Marcina Nawrockiego, panującym wówczas zwyczajem, całą ojcowiznę przejął po nim najstarszy syn, Stanisław Nawrocki (1840-1898), ojciec Jana. Jan Nawrocki był czwartym dzieckiem oraz drugim synem Stanisława i Reginy Nawrockich.
Ukończył szkołę ludową w Odrzykoniu i jak jego ojciec został rolnikiem. Wzorem ojca, rozpoczął swoją działalność społeczną jako ludowiec. Przed ukończeniem 21 lat wstąpił do Towarzystwa Kółko Rolnicze w Odrzykoniu. W latach 1912–1916, Jan był członkiem Rady Naczelnej Polskiego Stronnictwa Ludowego, w latach 1914-1916 członkiem Rady Naczelnej Polskiego Stronnictwa Ludowego – Lewica. Wcielony przymusowo do wojska cztery lata służył w armii austriackiej. Przed zakończeniem wojny, Jan Nawrocki został wójtem Odrzykonia. Po odzyskaniu niepodległości, od 1918 roku należał do Polskiego Stronnictwa Ludowego „Piast”. W latach 1921–1930 był członkiem Rady Naczelnej Stronnictwa.
W styczniu 1919 roku został wybrany z listy PSL „Piast” w okręgu wyborczym nr 41 (okręg Jasło, Krosno i Sanok) na posła na Sejm Ustawodawczy (1919–1922). Jednoczenie był także członkiem Rady Powiatowej i Wydziału Powiatowego w Krośnie. Jako poseł w Sejmie Ustawodawczym II RP, pracował w Komisji Administracyjnej oraz Komisji Aprowizacyjnej. W latach 1921–1930, Jan Nawrocki był członkiem Rady Naczelnej PSL „Piast”. Od 1921 roku mieszkał z rodziną w Leśnikach. 5 listopada 1922 uzyskuje mandat posła na Sejm I Kadencji (1922-1927). W latach 20. XX wieku był członkiem dyrekcji Towarzystwa Agrarno-Osadniczego we Lwowie.
Ożenił się 10 lutego 1904 roku z Cecylią Grzybałą. Jan i Cecylia mieli dwie córki i dwóch synów. Jan został dziadkiem w wieku 52 lat. Później doczekał się jeszcze ośmioro wnucząt. Od drugiej połowy lat 30. XX w. Jan miał w Ostrowie gospodarstwo rolne i mieszkał tam z rodziną. W wieku 62 lat owdowiał. Po II wojnie światowej zamieszkał u syna Stanisława. Jan przeżył także śmierć starszej córki Marii która zmarła we Wrocławiu w wieku 49 lat. Jan Nawrocki żył 82 lata. Zmarł 18 kwietnia 1958 roku w Ostrowie koło Radymna, powiat Jarosław. Pochowany został w Grobowcu Rodzinnym Nawrockich na cmentarzu w Radymnie.

## Literatura
- Lidia M. Nowicka, Jan Nawrocki (1876-1858). Biografia, [w:] Zeszyty Odrzykońskie, Zeszyt 21 - Odrzykoński Słownik Biograficzny, część 3, Stowarzyszenie Odrzykoniaków, Odrzykoń 2014, s. 100-115 oraz fotografie na s. 141 i 143.